# Route nationale 19E (Roumanie)
La DN19E (en roumain : Drumul Național 19E) est une route nationale roumaine du județ de Bihor, faisant la jonction entre la DN19, en centre-ville de Biharia, et la DN19B au niveau de la commune de Tăuteu.